# Lijst van schepen van de Nederlandse marine in de jaren 50
Tijdens de Tweede Wereldoorlog heeft de Nederlandse vloot grote verliezen geleden. Na de oorlog begon een periode van wederopbouw van de marine en bereikte de Nederlandse vloot het grootste aantal marineschepen sinds 1940. De Koninklijke Marine was in deze tijd een van de grootste marines van Europa.
Hieronder een overzicht.

## Vliegdekschepen
- Hr.Ms. Karel Doorman

De Hr.Ms Karel Doorman was een vliegdekschip van de Colossusklasse. Het is het laatste vliegdekschip wat de Koninklijke Marine tot haar beschikking heeft gehad en tevens het grootste Nederlandse marineschip ooit.

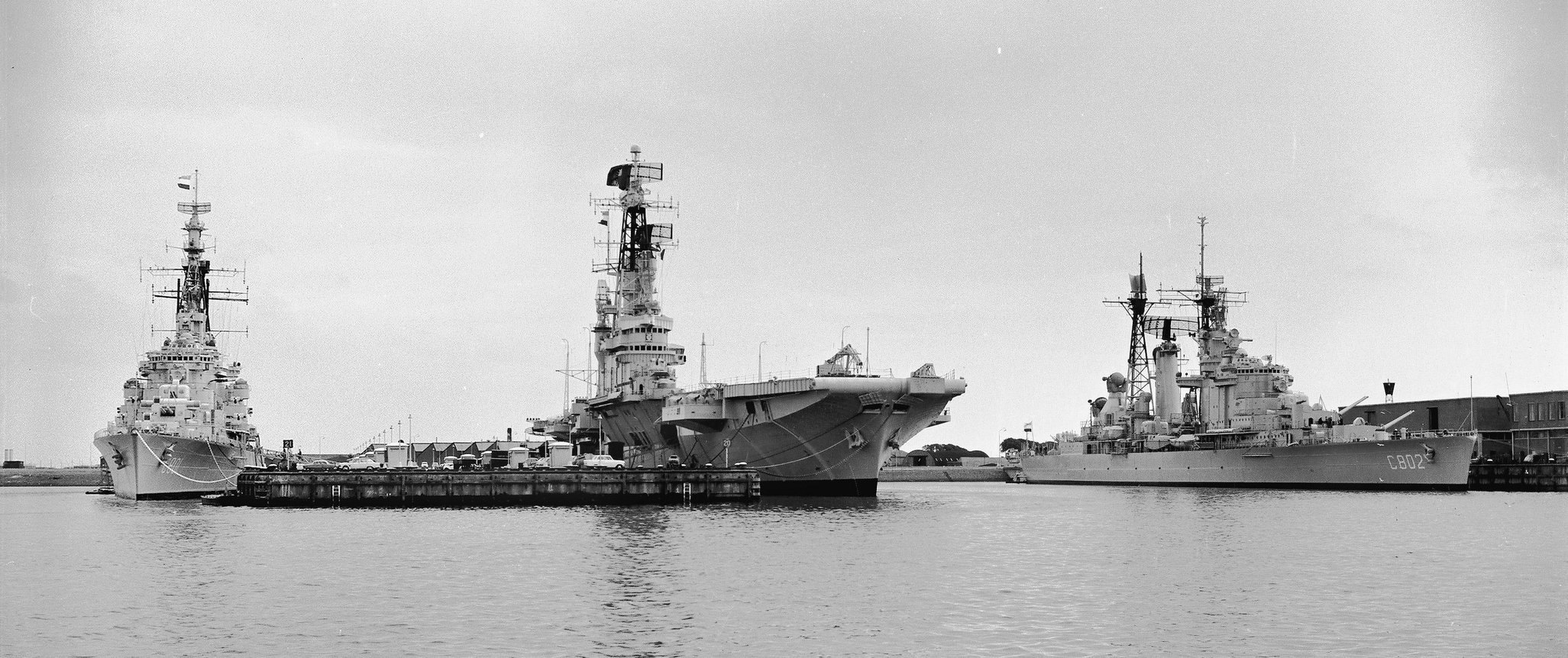
Het vliegdekschip Hr.Ms. Karel Doorman met de kruisers Hr.Ms. De Zeven Provinciën en Hr.Ms. de Ruyter langszij.

## Kruisers
- Hr.Ms. De Ruyter
- Hr.Ms. De Zeven Provinciën

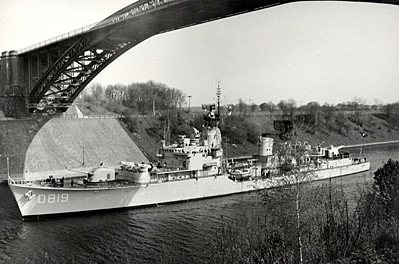
De Hr.Ms. Amsterdam.

- Hr.Ms. Jacob van Heemskerck
- Hr.Ms. Tromp

Hr.Ms. De Zeven Provinciën en Hr.Ms. De Ruyter waren kruisers van de De Zeven Provinciënklasse. De kruisers waren op de stapel gelegd vóór de Tweede Wereldoorlog ter vervanging van de Hr.Ms. Java en de Hr.Ms. Sumatra, maar waren te laat klaar. Na de oorlog zijn deze kruisers aangepast en afgebouwd. De Hr.Ms. Tromp en de Hr.Ms. Jacob van Heemskerck waren lichte kruisers van de Trompklasse, die tijdens de Tweede Wereldoorlog al in dienst waren. Tijdens de Tweede Wereldoorlog diende de schepen als luchtverdedigingskruiser en escorteerde ze koopvaardijschepen. Ook participeerde de Hr.Ms. Tromp aan de Slag in de straat Badoeng.

## Torpedobootjagers
- Hr.Ms. Amsterdam
- Hr.Ms. Drenthe
- Hr.Ms. Friesland
- Hr.Ms. Groningen
- Hr.Ms. Limburg
- Hr.Ms. Overijssel
- Hr.Ms. Rotterdam
- Hr.Ms. Utrecht

- Hr.Ms. Gelderland
- Hr.Ms. Holland
- Hr.Ms. Noord-Brabant
- Hr.Ms. Zeeland

- Hr.Ms. Tjerk Hiddes
- Hr.Ms. Van Galen

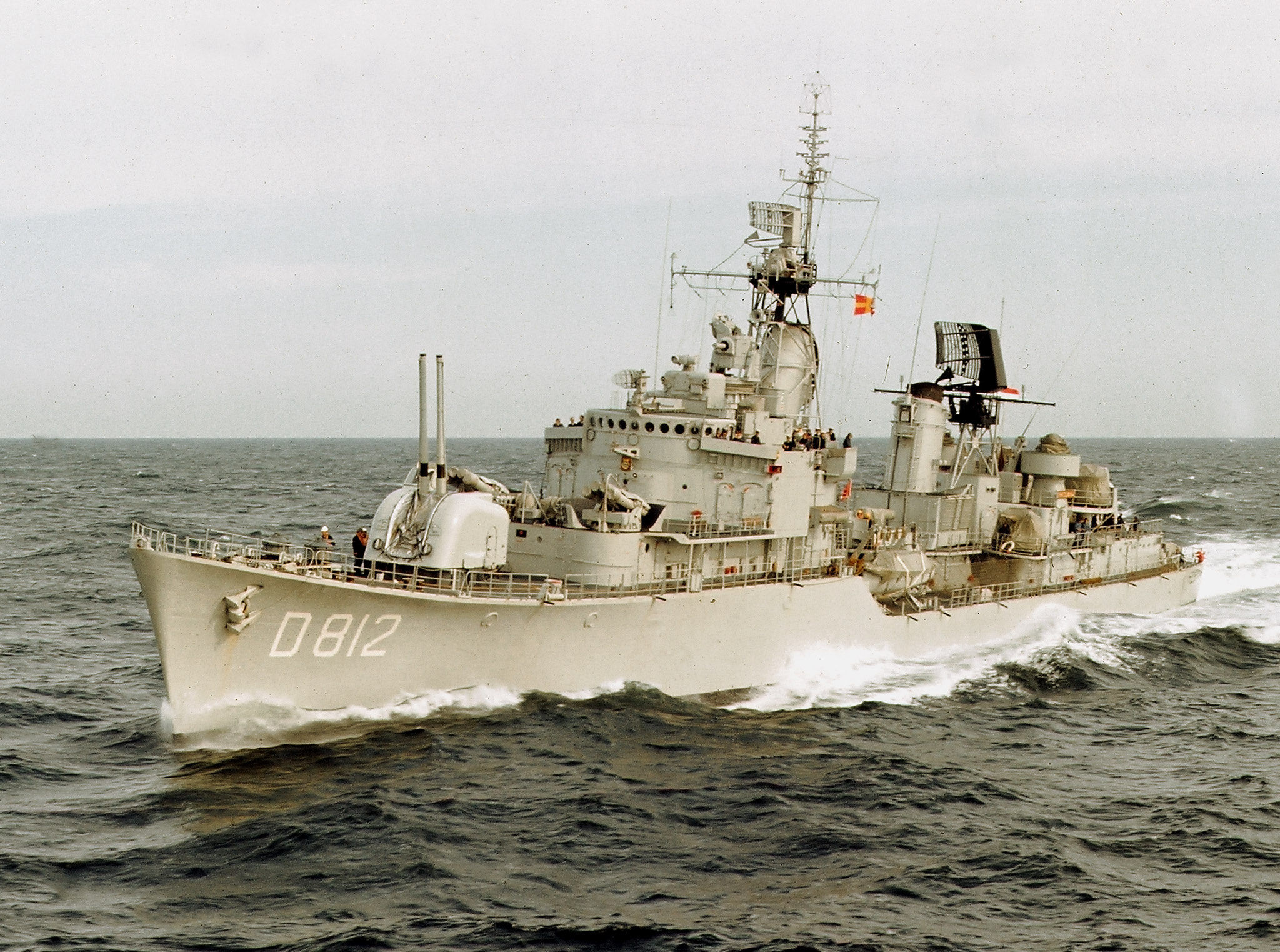
De Hr.Ms. Friesland.

De torpedobootjagers van de Hollandklasse waren de eerste in Nederland gebouwde torpedobootjagers na de Tweede Wereldoorlog. Ze lijken erg veel op de torpedobootjagers van de Frieslandklasse, maar ze zijn wat kleiner.

## Fregatten
- Hr.Ms. Fret
- Hr.Ms. Hermelijn

- Hr.Ms. Jaguar
- Hr.Ms. Lynx
- Hr.Ms. Panter
- Hr.Ms. Vos
- Hr.Ms. Wolf

- Hr.Ms. De Bitter
- Hr.Ms. De Zeeuw
- Hr.Ms. Dubois
- Hr.Ms. Van Amstel
- Hr.Ms. Van Ewijck

- Hr.Ms. Van Zijll

- Hr.Ms. Flores
- Hr.Ms. Soemba

- Hr.Ms. Ambon
- Hr.Ms. Banda
- Hr.Ms. Boeroe
- Hr.Ms. Bantjan
- Hr.Ms. Ceram
- Hr.Ms. Ternate

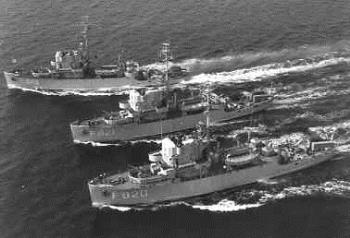
Roofdierklasse fregatten in linie.

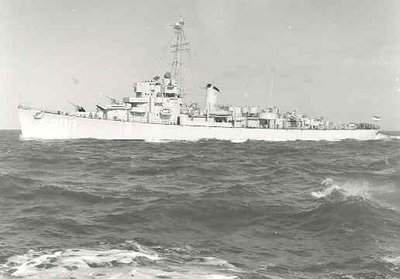
Het fregat Hr.Ms. van Ewijck.

Beide fregatten van de Floresklasse hebben geparticipeerd in de Tweede Wereldoorlog. Beide de Hr.Ms. Flores en de Hr.Ms. Soemba waren geclassifiseerd als kanonneerboot. De schepen waren bekend onder de bijnaam The Terrible Twins, door de hevige schade die ze hebben veroorzaakt bij de Landingen op Sicilië. Ook namen deze schepen deel aan D-Day.

## Mijnenvegers
- Hr.Ms. Abraham Crijnssen

- Hr.Ms. Abraham van der Hulst
- Hr.Ms. Jan van Gelder
- Hr.Ms. Pieter Florisz

- Hr.Ms. Ameland
- Hr.Ms. Beveland
- Hr.Ms. Marken
- Hr.Ms. Putten
- Hr.Ms. Rozenburg
- Hr.Ms. Terschelling

- Hr.Ms. Texel
- Hr.Ms. Vlieland

- Hr.Ms. Duiveland
- Hr.Ms. Overflakkee
- Hr.Ms. Tholen

- Hr.Ms. Voorne
- Hr.Ms IJsselmonde

- Hr.Ms. Borndiep
- Hr.Ms. Deurloo
- Hr.Ms. Hollandsdiep
- Hr.Ms. Marsdiep
- Hr.Ms. Oosterschelde
- Hr.Ms. Texelstroom
- Hr.Ms. Vliestroom

- Hr.Ms. Volkerak
- Hr.Ms. Westerschelde
- Hr.Ms. Zuiderdiep

- Hr.Ms. Bedum
- Hr.Ms. Beemster
- Hr.Ms. Beilen
- Hr.Ms. Blaricum

- Hr.Ms. Bolsward
- Hr.Ms. Borculo
- Hr.Ms. Borne
- Hr.Ms. Boxtel
- Hr.Ms. Breskens
- Hr.Ms. Breukelen
- Hr.Ms. Brielle
- Hr.Ms. Brouwershaven
- Hr.Ms. Bruinisse
- Hr.Ms. Brummen

- Hr.Ms. Onbevreesd
- Hr.Ms. Overdroten

- Hr.Ms. Onvermoeid
- Hr.Ms. Onversaagd
- Hr.Ms. Onverschrokken
- Hr.Ms. Onvervaard

- Hr.Ms. Aalsmeer
- Hr.Ms. Axel

- Hr.Ms. Elst
- Hr.Ms. Gieten
- Hr.Ms. Goes
- Hr.Ms. Grijpskerk
- Hr.Ms. Leersum
- Hr.Ms. Lisse
- Hr.Ms. Lochem
- Hr.Ms. Meppel
- Hr.Ms. Sneek

- Hr.Ms. Steenwijk
- Hr.Ms. Waalwijk
- Hr.Ms. Wildervank

- Hr.Ms. Abcoude
- Hr.Ms. Dokkum
- Hr.Ms. Drachten
- Hr.Ms. Drunen
- Hr.Ms. Gemert
- Hr.Ms. Giethoorn
- Hr.Ms. Hoogeveen
- Hr.Ms. Hoogezand
- Hr.Ms. Naaldwijk
- Hr.Ms. Naarden
- Hr.Ms. Ommen
- Hr.Ms. Rhenen
- Hr.Ms. Roermond

- Hr.Ms. Sittard
- Hr.Ms. Staphorst
- Hr.Ms. Veere
- Hr.Ms. Venlo
- Hr.Ms. Woerden

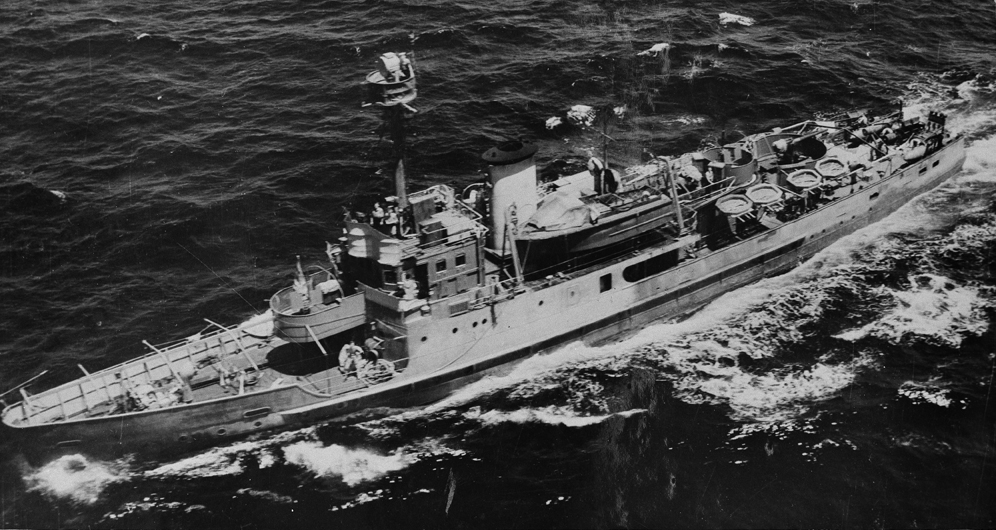
De Hr.Ms. Abraham Crijnssen.

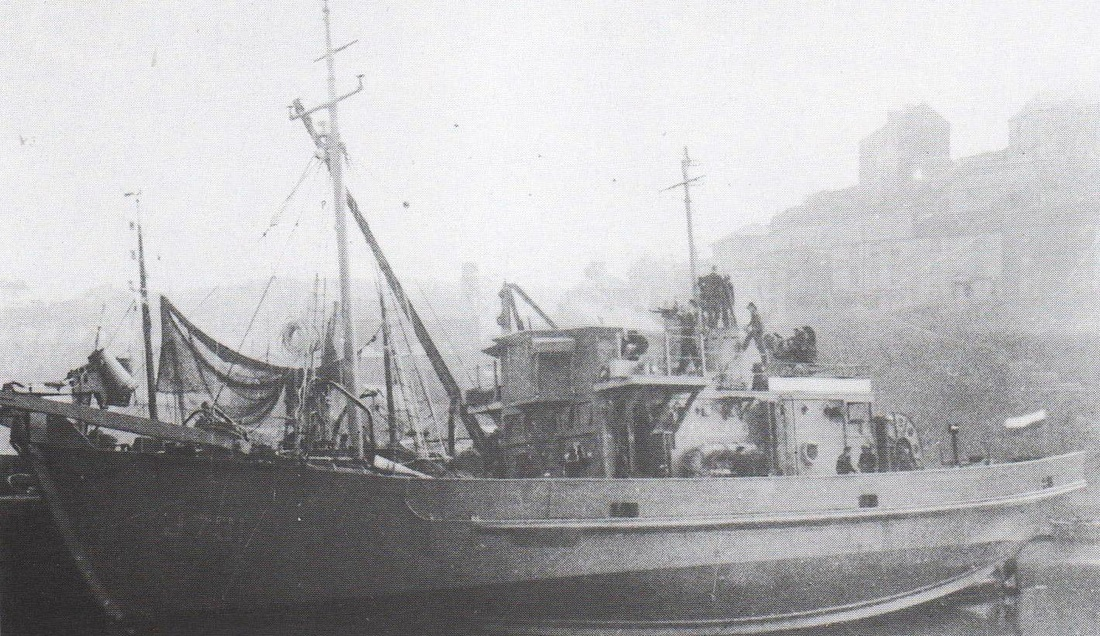
De Hr.Ms. Ameland.

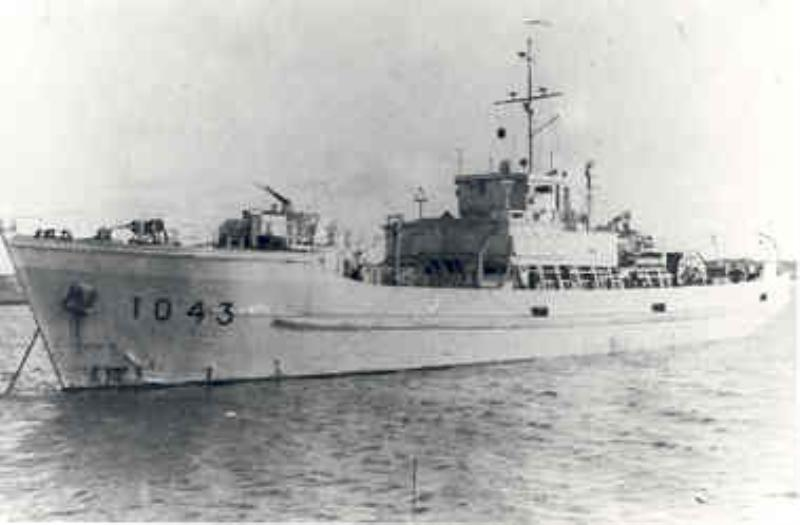
Hr.Ms. Voorne.

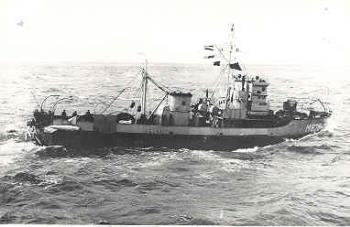
De Hr.Ms. Volkerak.

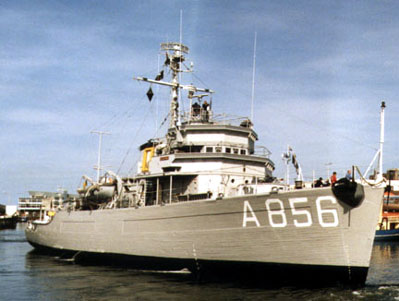
De Hr.Ms. Onverschrokken.

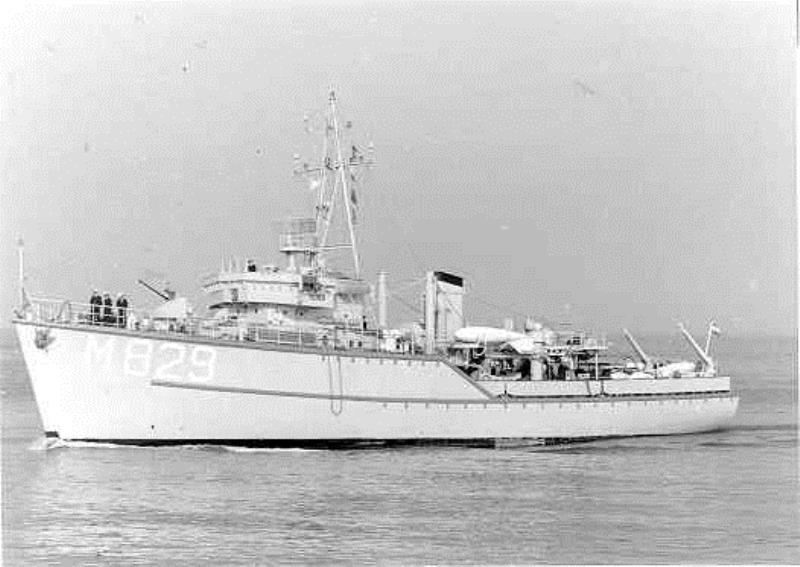
Hr.Ms. Elst.

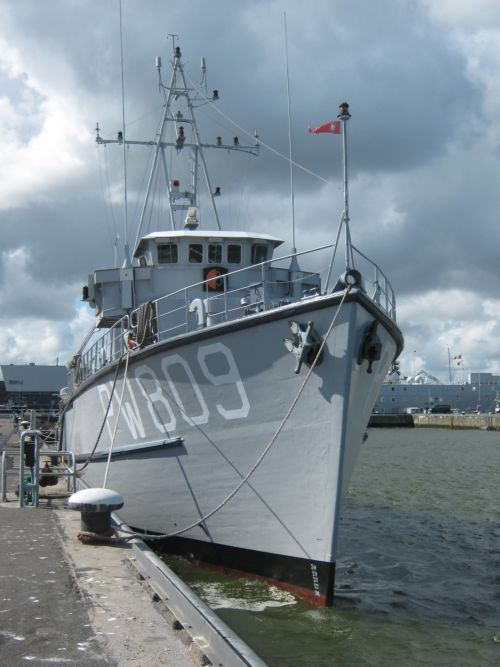
De Hr.Ms. Naaldwijk.

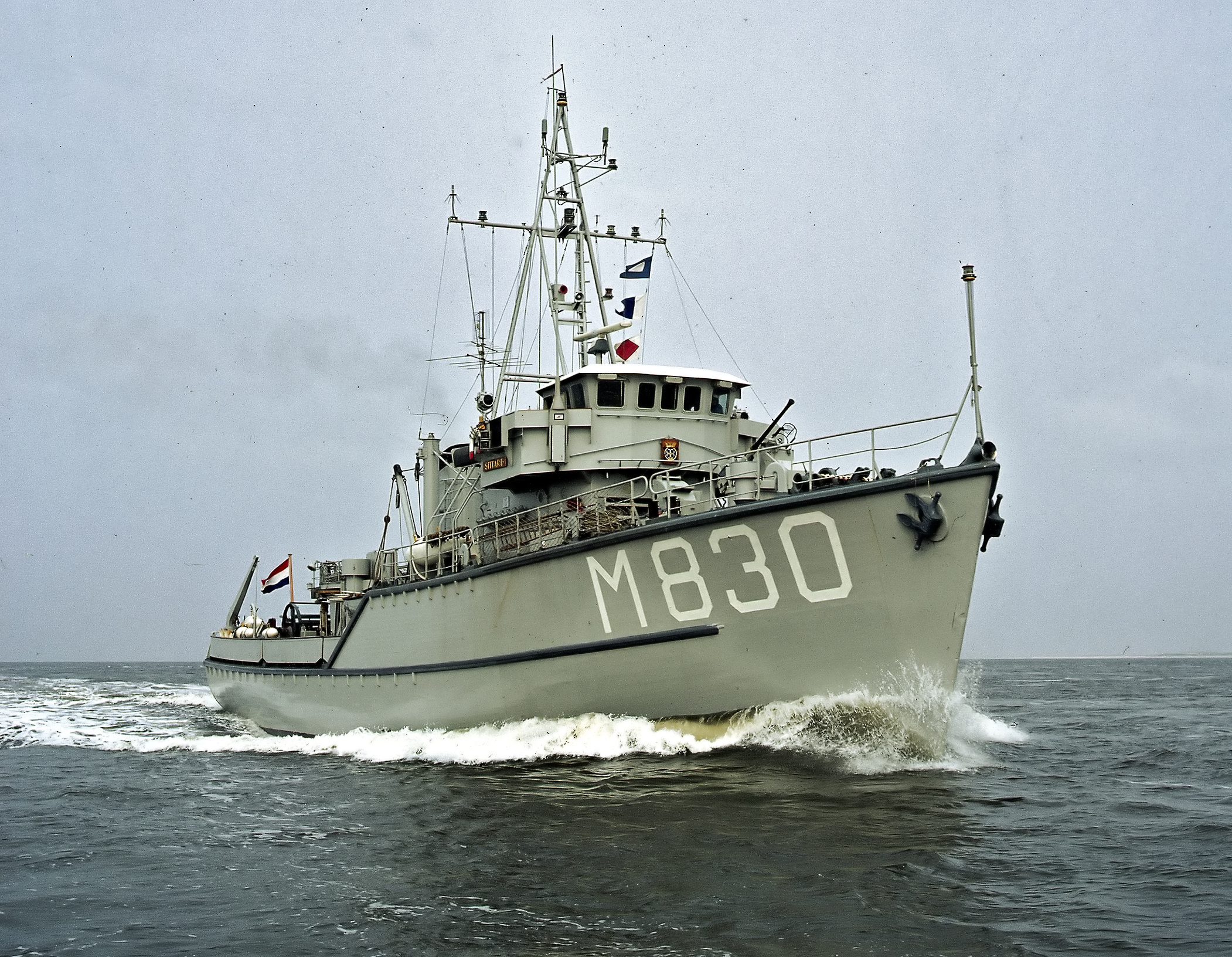
De Hr.Ms. Sittard.

Na de Tweede Wereldoorlog telde Nederland meer mijnenvegers dan de jaren ervoor. De Nazi's hadden namelijk veel mijnen gelegd in de Noordzee en Nederlandse kustwateren om landingen te voorkomen en bevoorradingen te hinderen. Om deze mijnen te ruimen, moest Nederland over veel mijnenvegers beschikken. Hedendaags telt de Koninklijke Marine geen mijnenvegers meer, maar wel mijnenjagers; de zes schepen van de Alkmaarklasse.

## Onderzeeboten
- Hr.Ms. O 21

- Hr.Ms. O 24
- Hr.Ms. O 27

- Hr.Ms. Dolfijn
- Hr.Ms. Tijgerhaai
- Hr.Ms. Zeehond
- Hr.Ms. Zwaardvisch

- Hr.Ms. Walrus
- Hr.Ms. Zeeleeuw

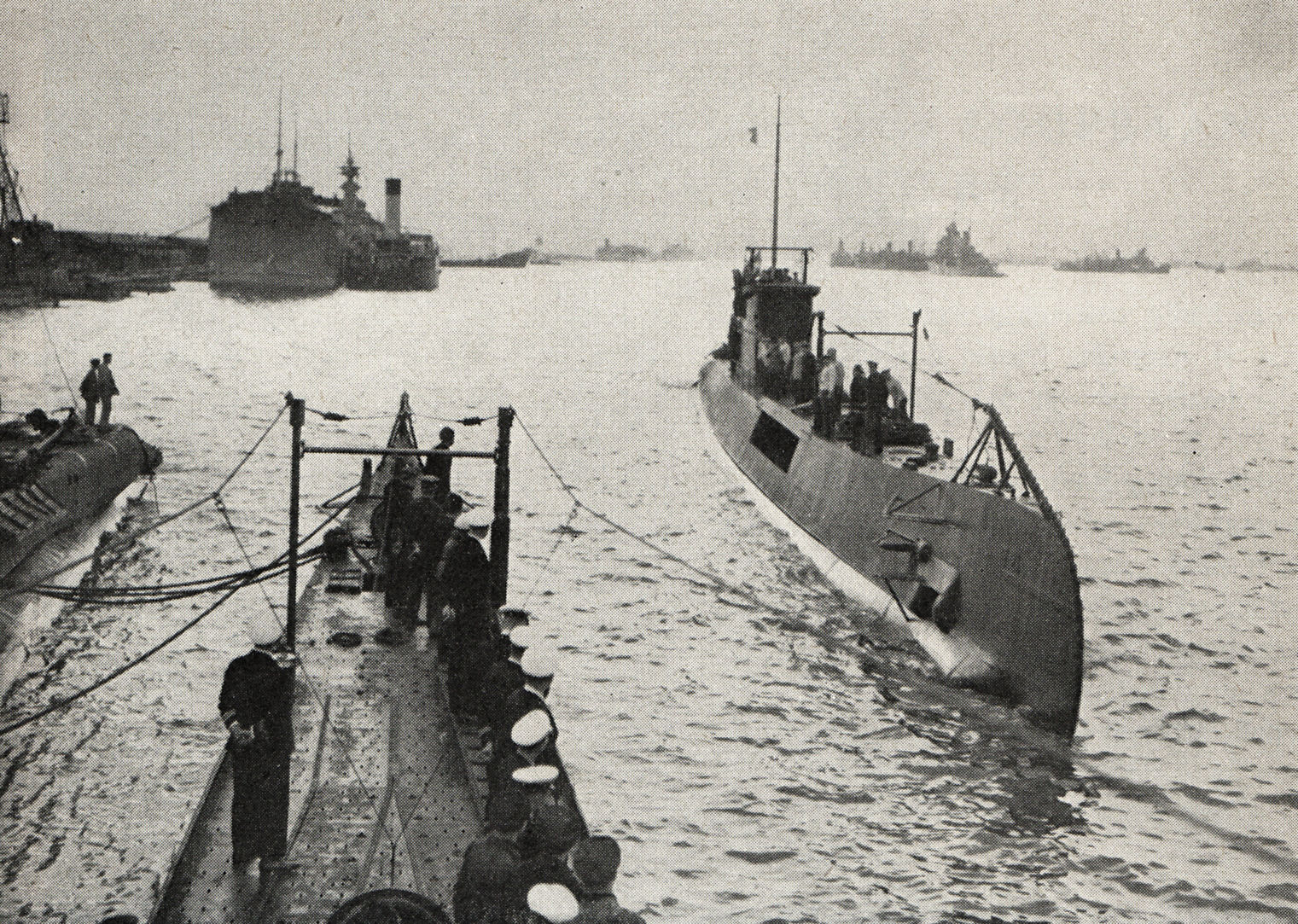
De Hr.Ms. O 21.

Na de Tweede Wereldoorlog kregen onderzeeboten een belangrijke rol; spioneren in de Koude Oorlog.

## Overige schepen en Witte Vloot
- Onderzoeks- en beproevingsvaartuig Hr.Ms. Paets van Troostwijk (1949-1962)